# Liste des lacs à Sao Tomé-et-Principe
La Liste des lacs à Sao Tomé-et-Principe répertorie la liste non exhaustive des lacs sur le territoire de Sao Tomé-et-Principe.

## Lacs principaux selon leurs types
Le Sao Tomé-et-Principe est un petit archipel situé dans le golfe de guinée et possède plusieurs lacs. les principaux lacs sont: le lac Azul, le lac de Moca et le lac de Sao Nicolau,.